# Lövfallet
Lövfallet är ett naturreservat i Finspångs kommun i Östergötlands län.
Området är naturskyddat sedan 2009 och är 14 hektar stort.  Reservatet består av gammal barrskog med en gammal barrblandskog med grova tallar och granar. .